# Luz mala (película)
Luz mala es una película de terror argentina de 2022 dirigida por Juan Schmidt. Narra la historia de un grupo de personas que se ven atormentadas en una cabaña por una antigua leyenda conocida como la «Luz mala». Está protagonizada por Juan Luppi, Diego Alonso, Elvira Onetto, Cleo Díaz, Tupac Larriera, Fabián Benítez y Gustavo Luppi. La película se estrenó el 17 de noviembre de 2022 en las salas de cines de Argentina.

## Sinopsis
En una casa aislada en el medio del campo, durante una noche de mucho calor, Gervasio siguiendo las órdenes de su padre, decide ir hasta allí con un grupo de matones para hacer que los ocupantes desalojen la propiedad, sin embargo, los involucrados comienzan a ser atacados por una entidad maligna que no logran saber qué es, por lo cual, todos deciden unirse para combatir lo que sería aparentemente una fuerza del mal.

## Reparto
- Juan Luppi como Gervasio
- Diego Alonso como Cano
- Elvira Onetto como Vieja
- Cleo Díaz como Esmeralda
- Tupac Larriera como Carlos
- Fabián Benítez como Andresito
- Gustavo Luppi como Enrique
- Natalia Gorini como Karen
- Aldo Onofri como Roberto
- Ricardo Cabaña como Darío
- Martina Krasinsky como Brenda
- Merceditas Elordi como Madre
- Patricia Góngora como Irma
- Eduardo Beretta como Raúl

## Recepción

### Comentarios de la crítica
La película recibió críticas favorables por parte de la prensa especializada. Gerónimo Manzini de Cine argentino hoy señaló que se trata de «una película que cumple con su meta de manera sencilla y no tan complicada». José Donayre Guerrero de Escribiendo cine calificó al filme con un 6, destacando que «Schmidt logra concentrar el drama y el terror en un solo espacio, y que los personajes lleven en sí toda la emoción que el género también debe tener». Catalina Dlugi en su portal resaltó que «Schmidt sazona con inteligencia algunas cuestiones sociales en la situación que se viene preanunciando como apocalíptica» y está «bien manejado los ataques dejados fuera de campo, con efectos lumínicos y de sonido».